# Hollie Steel
Hollie Steel (Burnley, 1 juli 1998) is een Brits zangeres. In 2009 was zij op tienjarige leeftijd een van de finalisten van Britain's Got Talent, waarin ze als zesde eindigde. Samen met de andere finalisten maakte ze in de zomer van 2009 een concerttour door Engeland.
In september 2009 begon de familie Steel een eigen platenlabel, BB5 Records, en nam Hollie haar eigen debuutalbum Hollie op, dat in mei 2010 uitkwam.
Hollie's oudere broer Joshua gaf al optredens, waar Hollie op vierjarige leeftijd mee naartoe ging. Ook zat ze samen met hem op een dansschool. Voordat Hollie in Britain's Got Talent optrad, had ze al uitvoeringen in de musicals Annie en Joseph and the Amazing Technicolor Dreamcoat gedaan.
In 2017 behaalde ze een diploma in musical theatre, en ging ze op een cruise schip een uitvoering van Grease uitvoeren. Hollie speelde daar de rol van Frenchy.

## Discografie

### Albums
- Hollie, 2010
- Hooray for Christmas, 2011
- Children on the Titanic, 2012

### Singles
| Jaar | Titel/(B-kant)                                         |
| ---- | ------------------------------------------------------ |
| 2009 | "Where Are You, Christmas?"                            |
| 2010 | "Edelweiss"                                            |
| 2010 | "I Could Have Danced All Night" / "O Mio Babbino Caro" |
| 2010 | "When Christmas Comes To Town" / "O Holy Night"        |
| 2011 | "Pokarekare Ana"                                       |
| 2012 | "Fly"                                                  |